# Copa Confederacions 1999
La Copa FIFA Confederacions 1999 fou la quarta edició de la Copa Confederacions, realitzada entre el 25 de juliol i el 4 d'agost de 1999, a Mèxic.
El torneig el va guanyar Mèxic que va derrotar a Brasil per 4-3.

## Participants
Els vuit participants d'aquest torneig són convidats oficialment per la FIFA. Aquests corresponen, en general, als campions dels diversos tornejos internacionals.
En aquesta edició participaren:
- Mèxic - Seu i Campió de la Copa d'Or de la CONCACAF 1998.
- Brasil - Campió defensor del títol i Campió de la Copa Amèrica 1997.
- Alemanya - Campió de l'Eurocopa 1996.
- Egipte - Campió de la Copa d'Àfrica de Nacions 1998.
- Nova Zelanda - Campió de la Copa de Nacions de la OFC 1998.
- Aràbia Saudita - Campió de la Copa d'Àsia 1996.
- Bolívia - Subcampió de la Copa Amèrica 1997, substituint a Brasil en ser el vigent campió.
- Estats Units - Subcampió de la Copa d'Or de la CONCACAF 1998, substituint a Mèxic en ser organitzado.

 França, Campió de la Copa del Món de Futbol 1998, va declinar participar.

## Fase de Grups

### Grup A
| Equip          | Pts | PJ | PG | PE | PP | GF | GC |
| -------------- | --- | -- | -- | -- | -- | -- | -- |
| Mèxic          | 7   | 3  | 2  | 1  | 0  | 8  | 3  |
| Aràbia Saudita | 4   | 3  | 1  | 1  | 1  | 6  | 6  |
| Bolívia        | 2   | 3  | 0  | 2  | 1  | 2  | 3  |
| Egipte         | 2   | 3  | 0  | 2  | 1  | 5  | 9  |

### Grup B
| Equip        | Pts | PJ | PG | PE | PP | GF | GC |
| ------------ | --- | -- | -- | -- | -- | -- | -- |
| Brasil       | 9   | 3  | 3  | 0  | 0  | 7  | 0  |
| Estats Units | 6   | 3  | 2  | 0  | 1  | 4  | 2  |
| Alemanya     | 3   | 3  | 1  | 0  | 2  | 2  | 6  |
| Nova Zelanda | 0   | 3  | 0  | 0  | 3  | 1  | 6  |

## Segona Fase
|  | Semifinals                  | Semifinals              |   |                         | Final                       | Final |
|  |                             |                         |   |                         |                             |       |
|  | Ciutat de Mèxic - 1 d'agost |                         |   |                         |                             |       |
|  | Mèxic                       | 1                       |   |                         |                             |       |
|  | Estats Units                | 0                       |   |                         |                             |       |
|  |                             |                         |   |                         |                             |       |
|  |                             |                         |   |                         | Ciutat de Mèxic - 4 d'agost |       |
|  |                             |                         |   |                         | Mèxic                       | 4     |
|  |                             | Brasil                  | 3 |                         |                             |       |
|  |                             |                         |   |                         |                             |       |
|  |                             |                         |   |                         |                             |       |
|  |                             |                         |   |                         | Tercer lloc                 |       |
|  | Guadalajara - 1 d'agost     | Guadalajara - 1 d'agost |   | Guadalajara - 3 d'agost | Guadalajara - 3 d'agost     |       |
|  | Brasil                      | 8                       |   | Estats Units            | 2                           |       |
|  | Aràbia Saudita              | 2                       |   |                         | Aràbia Saudita              | 0     |

|  | Campió: Mèxic Primer títol |

## Golejadors
6 gols
- Cuauhtémoc Blanco
- Ronaldinho
- Marzouq Al-Otaibi

4 gols
- Alex

3 gols
- José Manuel Abundis
- Zé Roberto